# Leis de Roma
As Leis de Roma são a base do Direito Romano e consistem em:
- Lei das Doze Tábuas;
- Corpus;
- Cidadania romana;
- Imperium;
- Édito de Caracala;
- Édito de Constantino;
- Édito de Milão;
- Lei Canuleia;